# Bundestagswahlkreis Erfurt
Der Bundestagswahlkreis Erfurt war von 1990 bis 2005 ein Wahlkreis in Thüringen. Er umfasste die kreisfreie Stadt Erfurt. Seit 2005 gehört Erfurt zusammen mit Weimar und einem Teil des Landkreises Weimarer Land zum Wahlkreis Erfurt – Weimar – Weimarer Land II.
Der letzte direkt gewählte Wahlkreisabgeordnete war Carsten Schneider (SPD).

## Wahlergebnisse

### Bundestagswahl 2002
| Kandidaten                     | Kandidaten                     | Parteien/Listen   | Erststimmen | Erststimmen | Zweitstimmen | Zweitstimmen |
| Kandidaten                     | Kandidaten                     | Parteien/Listen   | Stimmen     | %           | Stimmen      | %            |
| ------------------------------ | ------------------------------ | ----------------- | ----------- | ----------- | ------------ | ------------ |
|                                | Carsten Schneidergewählt im WK | SPD               | 50.299      | 42,1        | 49.261       | 41,0         |
|                                | Antje Tillmann                 | CDU               | 33.078      | 27,7        | 29.273       | 24,4         |
|                                | André Blechschmidt             | PDS               | 24.815      | 20,7        | 22.866       | 19,0         |
|                                | Kathrin Hoyer                  | GRÜNE             | 5.523       | 4,6         | 8.209        | 6,8          |
|                                | Christoph Karpinski            | FDP               | 5.025       | 4,2         | 6.494        | 5,4          |
|                                | −                              | REP               | –           | –           | 700          | 0,6          |
|                                | −                              | GRAUE             | –           | –           | 670          | 0,6          |
|                                | −                              | ödp               | –           | –           | 213          | 0,2          |
|                                | −                              | NPD               | –           | –           | 648          | 0,5          |
|                                | –                              | Schill            | –           | –           | 1.849        | 1,5          |
|                                | Karl-Heinz Gundlach            | DSU               | 872         | 0,7         | –            | –            |
| Gesamt                         | Gesamt                         | Gesamt            | 119.612     | 100         | 120.183      | 100          |
|                                |                                |                   |             |             |              |              |
| Ungültige Stimmen              | Ungültige Stimmen              | Ungültige Stimmen | 1.912       | 1,6         | 1.341        | 1,1          |
| Wähler                         | Wähler                         | Wähler            | 121.524     | 75,0        | 121.524      | 75,0         |
| Wahlberechtigte                | Wahlberechtigte                | Wahlberechtigte   | 161.977     |             | 161.977      |              |
|                                |                                |                   |             |             |              |              |
| Quellen: Der Bundeswahlleiter, |                                |                   |             |             |              |              |

### Bundestagswahl 1998
| Kandidaten                     | Kandidaten                     | Parteien/Listen     | Erststimmen | Erststimmen | Zweitstimmen | Zweitstimmen |
| Kandidaten                     | Kandidaten                     | Parteien/Listen     | Stimmen     | %           | Stimmen      | %            |
| ------------------------------ | ------------------------------ | ------------------- | ----------- | ----------- | ------------ | ------------ |
|                                | Norbert Otto                   | CDU                 | 30.450      | 26,8        | 26.821       | 23,5         |
|                                | Carsten Schneidergewählt im WK | SPD                 | 41.567      | 36,5        | 39.257       | 34,4         |
|                                | Tamara Thierbach               | PDS                 | 28.757      | 25,3        | 30.014       | 26,3         |
|                                | Thomas Engemann                | GRÜNE               | 5.388       | 4,7         | 6.627        | 5,8          |
|                                | Heinrich Arens                 | F.D.P.              | 2.049       | 1,8         | 3.220        | 2,8          |
|                                | −                              | BFB – Die Offensive | –           | –           | 570          | 0,5          |
|                                | –                              | DVU                 | –           | –           | 2.215        | 1,9          |
|                                | Ute Schörnig                   | GRAUE               | 1.124       | 1,0         | 731          | 0,6          |
|                                | Thomas Abert                   | REP                 | 2.545       | 2,2         | 1.625        | 1,4          |
|                                | −                              | DIE FRAUEN          | –           | –           | 322          | 0,3          |
|                                | –                              | Pro DM              | –           | –           | 1.709        | 1,5          |
|                                | Sabine Spalek                  | FORUM               | 1.036       | 0,9         | 674          | 0,6          |
|                                | Gabriele Haake                 | ödp                 | 299         | 0,3         | 203          | 0,2          |
|                                | Karl-Heinz Gundlach            | DSU                 | 596         | 0,5         | –            | –            |
| Gesamt                         | Gesamt                         | Gesamt              | 113.811     | 100         | 113.988      | 100          |
|                                |                                |                     |             |             |              |              |
| Ungültige Stimmen              | Ungültige Stimmen              | Ungültige Stimmen   | 1.533       | 1,3         | 1.356        | 1,2          |
| Wähler                         | Wähler                         | Wähler              | 115.344     | 79,8        | 115.344      | 79,8         |
| Wahlberechtigte                | Wahlberechtigte                | Wahlberechtigte     | 144.459     |             | 144.459      |              |
|                                |                                |                     |             |             |              |              |
| Quellen: Der Bundeswahlleiter, |                                |                     |             |             |              |              |

### Bundestagswahl 1994
| Kandidaten                     | Kandidaten                | Parteien/Listen   | Erststimmen | Erststimmen | Zweitstimmen | Zweitstimmen |
| Kandidaten                     | Kandidaten                | Parteien/Listen   | Stimmen     | %           | Stimmen      | %            |
| ------------------------------ | ------------------------- | ----------------- | ----------- | ----------- | ------------ | ------------ |
|                                | Norbert Ottogewählt im WK | CDU               | 40.305      | 36,7        | 36.539       | 33,1         |
|                                | –                         | SPD               | 37.577      | 34,2        | 33.242       | 30,1         |
|                                | –                         | PDS               | 24.285      | 22,1        | 26.885       | 24,4         |
|                                | –                         | GRÜNE             | 7.586       | 6,9         | 7.606        | 6,9          |
|                                | –                         | F.D.P.            | –           | –           | 3.626        | 3,3          |
|                                | –                         | GRAUE             | –           | –           | 696          | 0,6          |
|                                | –                         | REP               | –           | –           | 955          | 0,9          |
|                                | –                         | Solidarität       | –           | –           | 65           | 0,1          |
|                                | –                         | MLPD              | –           | –           | 36           | 0,0          |
|                                | –                         | ÖDP               | –           | –           | 333          | 0,3          |
|                                | –                         | STATT             | –           | –           | 384          | 0,3          |
|                                | –                         | KPD               | 160         | 0,1         | –            | –            |
| Gesamt                         | Gesamt                    | Gesamt            | 109.913     | 100         | 110.367      | 100          |
|                                |                           |                   |             |             |              |              |
| Ungültige Stimmen              | Ungültige Stimmen         | Ungültige Stimmen | 2.657       | 2,4         | 2.203        | 2,0          |
| Wähler                         | Wähler                    | Wähler            | 112.570     | 72,8        | 112.570      | 72,8         |
| Wahlberechtigte                | Wahlberechtigte           | Wahlberechtigte   | 154.677     |             | 154.677      |              |
|                                |                           |                   |             |             |              |              |
| Quellen: Der Bundeswahlleiter, |                           |                   |             |             |              |              |

### Bundestagswahl 1990
| Kandidaten                     | Kandidaten                | Parteien/Listen   | Erststimmen | Erststimmen | Zweitstimmen | Zweitstimmen |
| Kandidaten                     | Kandidaten                | Parteien/Listen   | Stimmen     | %           | Stimmen      | %            |
| ------------------------------ | ------------------------- | ----------------- | ----------- | ----------- | ------------ | ------------ |
|                                | Norbert Ottogewählt im WK | CDU               | 40.043      | 35,7        | 40.395       | 36,0         |
|                                | −                         | SPD               | 25.875      | 23,1        | 26.515       | 23,6         |
|                                | −                         | PDS               | 14.539      | 13,0        | 14.856       | 13,2         |
|                                | −                         | DSU               | 1.183       | 1,1         | 838          | 0,7          |
|                                | −                         | F.D.P.            | 12.330      | 11,0        | 16.163       | 14,4         |
|                                | −                         | GRÜNE             | 15.750      | 14,1        | 10.717       | 9,5          |
|                                | −                         | LIGA              | –           | –           | 139          | 0,1          |
|                                | −                         | DIE GRAUEN        | 1.649       | 1,5         | 1.240        | 1,1          |
|                                | –                         | REP               | –           | –           | 847          | 0,8          |
|                                | −                         | NPD               | 674         | 0,6         | 366          | 0,3          |
|                                | –                         | ÖDP               | –           | –           | 265          | 0,2          |
|                                | –                         | Patrioten         | –           | –           | 21           | 0,0          |
| Gesamt                         | Gesamt                    | Gesamt            | 112.043     | 100         | 112.362      | 100          |
|                                |                           |                   |             |             |              |              |
| Ungültige Stimmen              | Ungültige Stimmen         | Ungültige Stimmen | 1.447       | 1,3         | 1.128        | 1,0          |
| Wähler                         | Wähler                    | Wähler            | 113.490     | 70,5        | 113.490      | 70,5         |
| Wahlberechtigte                | Wahlberechtigte           | Wahlberechtigte   | 161.066     |             | 161.066      |              |
|                                |                           |                   |             |             |              |              |
| Quellen: wahlen.thueringen.de, |                           |                   |             |             |              |              |

## Wahlkreissieger
| Wahl | Name              | Partei | Erststimmen |
| ---- | ----------------- | ------ | ----------- |
| 2002 | Carsten Schneider | SPD    | 42,1 %      |
| 1998 | Carsten Schneider | SPD    | 36,5 %      |
| 1994 | Norbert Otto      | CDU    | 36,7 %      |
| 1990 | Norbert Otto      | CDU    | 35,7 %      |

## Wahlkreisgeschichte
| Wahl      | Wahlkreisname                                                | Gebiet                                                       |
| --------- | ------------------------------------------------------------ | ------------------------------------------------------------ |
| 1990–1998 | 300 Erfurt                                                   | Erfurt ohne die Eingemeindungen von 1994                     |
| 2002      | 194 Erfurt                                                   | Erfurt                                                       |
| seit 2005 | siehe Bundestagswahlkreis Erfurt – Weimar – Weimarer Land II | siehe Bundestagswahlkreis Erfurt – Weimar – Weimarer Land II |